# Bostra procoppi
Bostra procoppi är en insektsart som beskrevs av Ludwig Redtenbacher 1908. Bostra procoppi ingår i släktet Bostra och familjen Diapheromeridae. Inga underarter finns listade.